# Withering to death.
Withering to death. è il quinto album del gruppo giapponese dei Dir En Grey, ed è anche stato il primo ad essere pubblicato negli Stati Uniti ed in Europa.
L'album adotta un sound più marcatamente heavy metal rispetto alle produzioni precedenti, aprendosi a sonorità più moderne, che iniziano ad avvicinarsi anche al mercato occidentale.
Inoltre, l'album segna l'abbandono dello stile visuale visual kei in favore di uno meno appariscente e più sobrio. Sebbene nei PV di The Final e di Saku, pubblicati nel 2004, lo stile della band fosse ancora visual kei, in quello di "Kodou" , uscito con la pubblicazione dell'album, l'abbigliamento visual kei verrà totalmente abbandonato.

## Tracce
Tutti i testi dei brani sono stati scritti da Kyo, mentre la musica dai Dir en grey.
Dopo il titolo è indicata fra parentesi "()" la grafia originale del titolo.
1. Merciless Cult (Merciless Cult?) - 2:59
2. C (C?) - 3:33
3. saku (朔-saku-?) - 3:00
4. Kodoku ni shisu, yue ni kodoku. (孤独に死す、故に孤独。?) - 3:29
5. Itoshisa wa fuhai nitsuki (愛しさは腐敗につき?) - 4:18
6. Jesus Christ R'n R (Jesus Christ R'n R?) - 4:03
7. Garbage (GARBAGE?) - 2:53
8. Machiavellism (Machiavellism?) - 3:19
9. Dead Tree (dead tree?) - 4:54
10. The Final (THE FINAL?) - 4:17
11. Beautiful Dirt (Beautiful Dirt?) - 2:36
12. Spilled Milk (Spilled Milk?) - 3:47
13. Higeki wa mabuta wo oroshita yasashiki utsu (悲劇は目蓋を下ろした優しき鬱?) - 5:12
14. Kodou (鼓動?) - 3:42

## Formazione
- Kyo (京?, Kyo): voce
- Kaoru (薫?, Kaoru): chitarra
- Die (Die?): chitarra
- Toshiya (Toshiya?): basso
- Shinya (Shinya?): batteria